# Дивидендная политика
Дивидендная политика — политика акционерного общества в области распределения прибыли компании, то есть распределения дивидендов между держателями акций. Дивидендная политика формируется советом директоров. В зависимости от целей компании и текущей/прогнозируемой ситуации, прибыль компании может быть реинвестирована, списана на нераспределенную прибыль или выплачена в виде дивидендов.
Термин «дивидендная политика» в принципе связан с распределением прибыли в акционерных обществах. Однако рассматриваемые в данном случае принципы и методы распределения прибыли применимы не только к АО, но и к предприятиям любой организационно- правовой формы. В связи с этим в финансовом менеджменте используется более широкая трактовка термина «дивидендная политика», под которой понимают механизм формирования доли прибыли, выплачиваемой собственнику в соответствии с долей его вклада в общую сумму собственного капитала предприятия. Также дивидендная политика является составной частью общей финансовой политики предприятия, заключающейся в оптимизации пропорции между потребляемой и капитализируемой прибылью с целью максимизации рыночной стоимости предприятия.

## Определение
Дивидендная политика — неотъемлемая часть решений руководства фирмы в области финансирования.
Важнейший аспект дивидендной политики фирмы заключается в нахождении оптимального соотношения распределения прибыли между дивидендными платежами и той её частью, которая остается в рамках фирмы для её развития.
Под дивидендной политикой понимается совокупность решений о доле прибыли, идущей на выплату дивидендов.

## Примечание
1. ↑  Ван Хорн, Джеймс, К., Вахович, мл., Джон, М. Основы финансового менеджмента / Ван Хорн, Джеймс, К., Вахович, мл., Джон, М. — 11-е изд.: Пер. с англ. — М.: Издательский дом «Вильямс», 2001. — 992 с.
2. ↑  Аванесов Э.Т., Ковалев М.М., Руденко В.Г. Инвестиционный анализ. Пособие для студентов экономических специальностей Минск: БГУ, 2002. – 247 с. Дата обращения: 26 декабря 2012. Архивировано 17 февраля 2013 года.